# Suellacabras
Suellacabras es una localidad y también un municipio de la provincia de Soria, 
partido judicial de Soria, comunidad autónoma de Castilla y León, España. Pueblo de la comarca de Tierras Altas.
En su término municipal nace el  río Alhama.
Desde el punto de vista jerárquico de la Iglesia católica forma parte de la diócesis de Osma-Soria la cual, a su vez, pertenece a la archidiócesis de Burgos. 

## Geografía

Término municipal.

Esta pequeña población de la comarca de Tierras Altas está ubicada en el norte de la provincia, bañada por afluentes del río Mayor, en la vertiente mediterránea en una región dominada por la sierra del Almuerzo y la del Madero.
Dentro de este municipio se encuentra la aldea de El Espino, con una población de 5 habitantes según el censo de 2006 y con la iglesia románica de San Benito (siglos XII-XIII), como principal atractivo.

## Historia
Durante la Edad Media formaba parte de la Comunidad de Villa y Tierra de Magaña, que en el Censo de Floridablanca aparece repartida en cuatro partidos, pasando a pertenecer al Partido de Suellacabras, señorío del duque de Alba.
A la caída del Antiguo Régimen la localidad se constituye en municipio constitucional en la región de Castilla la Vieja, partido de Ágreda que en el censo de 1842 contaba con 75 hogares y 302 vecinos.
A mediados del siglo XIX crece el término del municipio porque incorpora a El Espino.

## Geografía humana

### Demografía
Cuenta con una población de 33 habitantes (INE 2024).
| Gráfica de evolución demográfica de Suellacabras entre 1842 y 2021 |
| |
| Población de derecho según los censos de población del INE Población de hecho según los censos de población del INEEntre el censo de 1857 y el anterior, crece el término del municipio porque incorpora a 425040 (El Espino) |

### Demografía reciente del núcleo principal
Suellacabras (localidad) contaba a 1 de enero de 2010 con una población de 27 habitantes, 16 hombres y 11 mujeres.
| Gráfica de evolución demográfica de Suellacabras (localidad) entre 2000 y 2010                   |
|                                                                                                  |
| Población de derecho (2000-2010) según los censos de población del INE a 1 de enero de cada año. |

### Población por núcleos
| Núcleos      | Habitantes (2000) | Habitantes (2010) |
| ------------ | ----------------- | ----------------- |
| Suellacabras | 31                | 27                |
| El Espino    | 7                 | 3                 |

## Patrimonio
- Despoblado Ibérico, declarado Bien de Interés Cultural[9]

– Ubicación: Suellacabras (Soria)
– Categoría: zona arqueológica
– Fecha Incoación: 03/06/1931
– Fecha Declaración: 03/06/1931
- Iglesia parroquial de El Salvador.
- Ermita de San Caprasio, en estado de ruina, erigida en 1643.
- Ermita de la Virgen de la Blanca.
- Iglesia románica de San Benito (El Espino).
- Ermita de San Bartolomé (ruinas) (El Espino).
- Ermita de La Virgen del Espinar (El Espino).
- Ermita de San Adrián (ruinas) (El Espino).
- Ermita de San Román (ruinas) (El Espino).

## Cultura

### Fiestas
- Santo patrón: San Isidro Labrador (15 de mayo)
- Santa patrona: Nuestra Señora la Virgen de la Blanca (5 de agosto)